# Pseudomennis dioptoides
Pseudomennis dioptoides är en fjärilsart som beskrevs av W. Warren 1905. Pseudomennis dioptoides ingår i släktet Pseudomennis och familjen mätare. Inga underarter finns listade.